# Gruppo dei Cinque
Il gruppo dei Cinque era composto da cinque compositori classici, non tutti professionisti (alcuni avevano intrapreso ad esempio la carriera militare), capeggiati da Milij Balakirev che, a partire dal 1856 circa, diedero origine a San Pietroburgo a un filone musicale tipicamente russo. 
Oltre a Balakirev e a Cezar' Kjui, dal cui incontro il gruppo ebbe origine, ne facevano parte Modest Musorgskij (aggiuntosi nel 1857), Nikolaj Rimskij-Korsakov (1861) e Aleksandr Borodin (1862). Prima di loro, Michail Glinka aveva lavorato per definire uno stile musicale tipicamente russo e aveva scritto opere basate su soggetti russi, ma il Gruppo dei Cinque fu il primo tentativo mirato allo sviluppo di tale stile musicale. I Cinque furono ispiratori e talvolta maestri di molti musicisti russi della successiva generazione, tra cui Sergej Prokof'ev, Igor' Stravinskij e Dmitrij Šostakovič.
Dal Gruppo dei Cinque derivarono il loro nome Les Six, un gruppo francese ancor più eterogeneo di compositori.

## Il nome
La presenza di questo gruppo fu teorizzata per la prima volta a Mosca nel maggio 1867 dal critico musicale Vladimir Stasov, che lo battezzò il potente mucchietto (dal russo Могучая Кучка/Mogučaja Kučka). L'occasione fu un concerto dato per una delegazione slava in visita alla mostra di etnografia panrussa, in cui vennero suonati pezzi di Glinka, Dargomyžskij (compositore affiancatosi al gruppo successivamente), Rimskij-Korsakov e Balakirev. L'articolo di Stasov relativo all'evento terminava con la citazione seguente:
(Vladimir Stasov, sulla Sankt-Peterburgskie Vedomosti)
L'espressione fu usata dai nemici di Balakirev e Stasov, i circoli accademici dei conservatori, la società musicale russa e i loro sostenitori nella stampa, e a questo punto il gruppo rispose adottando il nome per sfida. Gerald Abraham, nel suo dizionario di musica e musicisti, dichiara però che gli appartenenti al gruppo non si chiamarono mai, e nemmeno mai furono chiamati in Russia, i Cinque. Nella sua autobiografia, Rimskij-Korsakov ne parla abitualmente come del circolo di Balakirev, e qualche volta usa il termine gruppetto possente, alcune volte con un tono un po' denigratorio.
(Nikolaj Rimskij-Korsakov.)
Il termine russo kučka ha dato origine ai termini inglesi kuchkism e kuchkist, che vogliono riassumere lo stile musicale degli appartenenti al gruppo: canzoni folk non ritoccate, assoli o cori recitati ed effetti orchestrali.

## I componenti

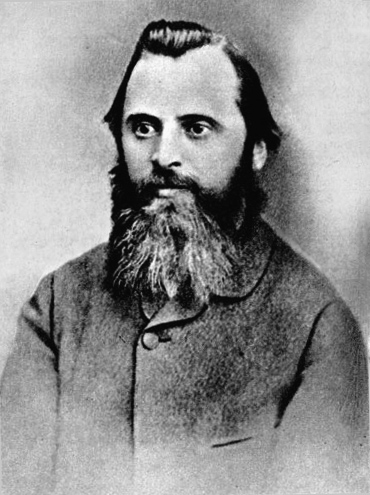
Milij Balakirev
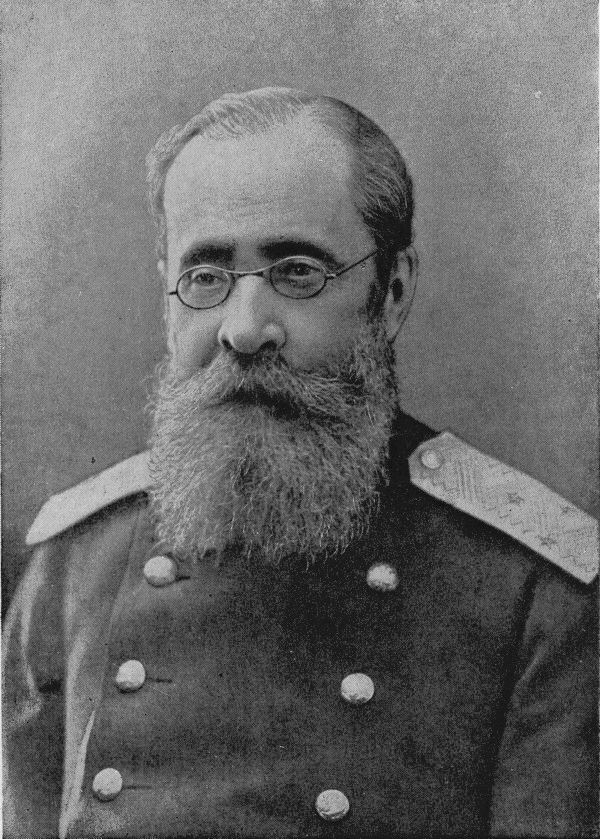
Cezar' Kjui
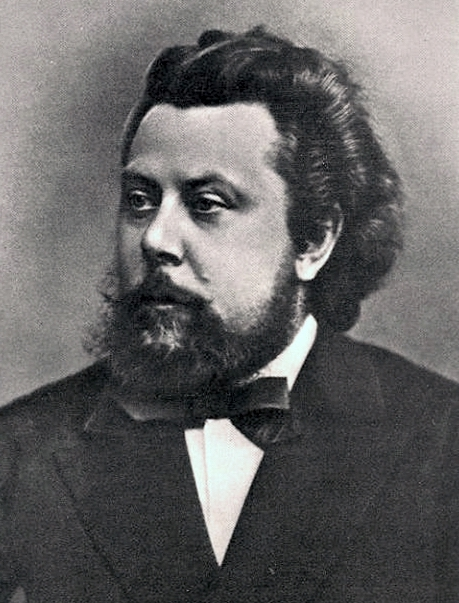
Modest Musorgskij
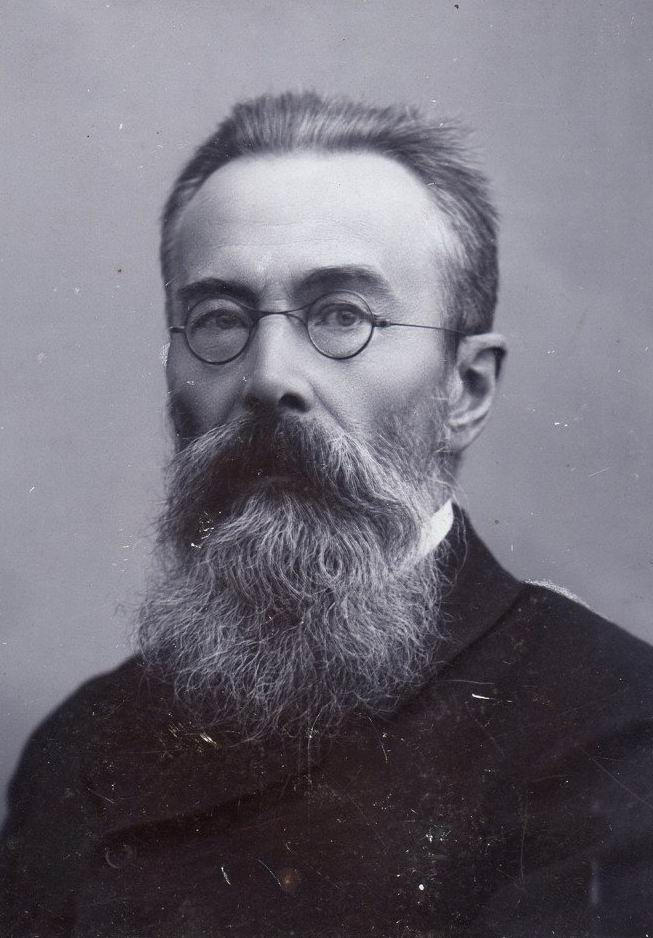
Nikolaj Rimskij-Korsakov
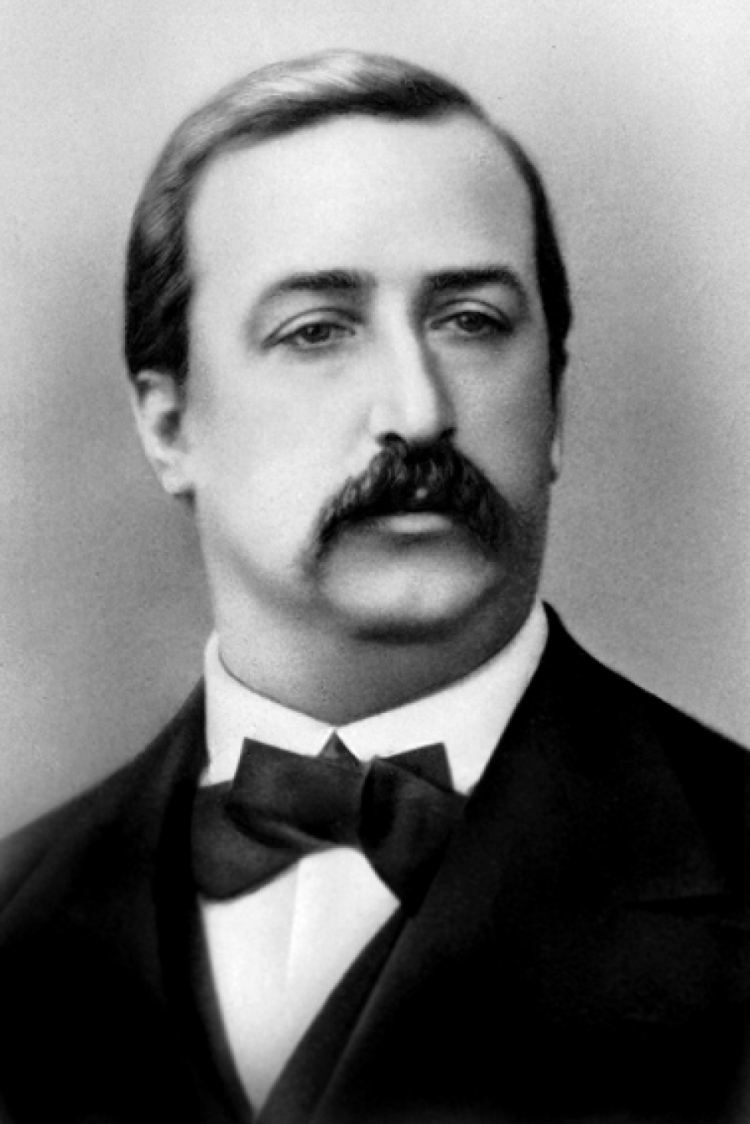
Aleksandr Borodin

## Storia
Il gruppo iniziò la sua esistenza nel 1856, quando Balakirev incontrò per la prima volta Kjui; Musorgskij si unì a loro l'anno seguente, Rimskij-Korsakov nel 1861 e Borodin un anno dopo, quando Rimskij-Korsakov, il più giovane, aveva 18 anni, e Borodin, il più anziano, 28. Tutti dilettanti e autodidatti nel campo musicale, si occupavano di tutt'altro: Borodin univa il talento musicale a un lavoro nel campo della chimica, Rimskij-Korsakov era un ufficiale di marina (scrisse infatti la sua prima sinfonia nel corso di una circumnavigazione del globo di circa tre anni), Musorgskij era stato nell'esercito, poi nel servizio civile prima di dedicarsi all'arte.
In contrasto con lo status elitario e le connessioni con la corte di altri musicisti del conservatorio, come, ad esempio Ciajkovskij, i Cinque appartenevano alla piccola nobiltà della provincia russa. In qualche modo li teneva uniti anche il mito, che loro stessi avevano creato, di un movimento musicale che fosse autenticamente russo, più vicino alla madrepatria di quanto non lo fossero i prodotti delle accademie classiche.
Prima di loro, Glinka e Dargomyžskij avevano in qualche modo tentato di produrre una musica che suonasse come russa, componendo delle opere con trame legate alla loro nazione, ma il gruppetto possente fu il primo vero e proprio tentativo serio di sviluppare questo tipo di musica, aiutati da Stasov, il critico che primo aveva parlato di loro come unità, nel ruolo di consulente artistico e Dargomyžskij come un anziano presidente, per così dire.
Il circolo iniziò a sfaldarsi durante gli anni settanta del secolo, probabilmente anche perché Balakirev si era ritirato parzialmente dalla scena musicale all'inizio del decennio.
I Cinque sono sepolti nel cimitero Tichvin a San Pietroburgo.